# ElectroVision
ElectroVision Corporation est une société créée en 1959 à Chicago, initialement dans les produits électroniques sous le nom de Scott Radio Laboratories qui s'est diversifiée dans les salles de cinéma.

## Histoire
Le 26 février 1959, le comité de direction de Scott Radio Laboratories, société d'électronique fondée en 1927 à Chicago, nomme Edwin F. Zabel président et Robert R. Lippert Sr. secrétaire. Cette nouvelle direction propose de rebaptiser l'entreprise ElectroVision Corporation, de finaliser l'achat pour 2,5 millions d'USD de 10 salles de cinéma détenues par le conglomérat Fanchon and Marco en Californie, dont le Hollywood Paramount Theatre. Une autre négociation est en cours pour acheter le réseau Lippert Theater composé de 36 salles pour 3,5 millions d'USD, appartenant à Robert Lippert au travers de Lippert Pictures. 
Fanchon et Marco Wolff, frère et sœur, étaient un duo de danseurs nés à Los Angeles qui ont fondé leur entreprise en 1919 pour gérer plusieurs troupes et écoles de danse, ayant même acheté des salles de spectacles durant la dépression pour continuer à produire leurs troupes.
Le 7 juillet 1959, Zabel annonce que 19 salles du réseau Lippert ont été achetées, 15 salles et 14 ciné-parcs, le réseau prend le nom d'EVC Theater, les autres seront intégrées ensuite.
Le 7 janvier 1960, la société ElectroVision Corporation finalise l'achat de plusieurs salles incluant le Baldwin Theatre (sur La Brea Avenue) dont une rénovation est prévue, le Hollywood Paramount devenant la salle-phare de son réseau totalisant 55 salles.
Le 1er novembre 1960, ElectroVision vend 12 salles à Fred Stein qui crée la société Statewide Theatres pour 2,5 millions d'USD,, tous situés dans la région de Los Angeles. Stein détient alors 28 salles dont le Hollywood Paramount, le Crest, le Berverly[réf. nécessaire], le Baldwin, le Manchester.